# Енріке Марін Галло
Енріке Марін Галло (ісп. Enrique Marín Gallo; нар. 2 жовтня 1948) — чилійський футбольний арбітр, арбітр ФІФА з 1984 по 1993 рік.
Марін провів кілька поєдинків у Кубку Лібертадорес у період 1987—1993 років, а також в рамках відбору до чемпіонату світу 1994 року. Крім того брав активну участь як головний арбітр у двох молодіжних чемпіонатах світу: 1987 року у Чилі та 1991 року в Португалії.

## Міжнародні матчі
| Дата                 | Місце             | Матч              | Рахунок | Турнір                        | ЖК | YK · YK · RK | RK |
| -------------------- | ----------------- | ----------------- | ------- | ----------------------------- | -- | ------------ | -- |
| 19 жовтня 1985 року  | Сантьяго, Чилі    | Чилі — Парагвай   | 0 — 0   | Товариський матч              | ?  | ?            | ?  |
| 17 жовтня 1990 року  | Сантьяго, Чилі    | Чилі — Бразилія   | 0 — 0   | Товариський матч              | ?  | ?            | ?  |
| 31 березня 1993 року | Аріка, Чилі       | Чилі — Болівія    | 2 — 1   | Товариський матч              | ?  | ?            | ?  |
| 1 серпня 1993 року   | Ліма, Перу        | Перу — Аргентина  | 0 — 1   | Кваліфікація чемпіонату світу | 5  | 0            | 3  |
| 5 вересня 1993 року  | Гуаякіль, Еквадор | Еквадор — Уругвай | 0 — 1   | Кваліфікація чемпіонату світу | 8  | 0            | 2  |